# Angst (Novelle)
Angst ist eine Novelle von Stefan Zweig, die die Ängste einer Ehebrecherin zeigt. Die Novelle wurde 1910 in Wien geschrieben, zum ersten Mal 1920 und 1925 als eigenständiges Werk veröffentlicht.

## Handlung
Irene Wagner, die Hauptperson der Novelle, hat einen Geliebten. Immer, wenn sie diesen verlässt, hat sie Angst, dass ihr Ehemann herausfindet, dass sie ihn betrügt. Eines Tages wird sie von einer Frau aufgehalten, die behauptet, Irene hätte ihr den Geliebten abspenstig gemacht. Diese Frau erpresst Irene, woraufhin sie ihr Geld gibt und flieht. Zu Hause schreibt sie einen Brief an den Geliebten, in dem sie sagt, sie könnte sich in den nächsten Tagen nicht mit ihm treffen. Da dieser jedoch weiterhin an die Beziehung der beiden glaubt, trifft sie ihn am nächsten Tag in einem Café, macht aber nur Andeutungen und lässt ihn im Ungewissen. Als sie nach Hause kommt, trifft sie die Erpresserin wieder und muss ihr noch einmal Geld geben. Daraufhin verlässt sie drei Tage lang nicht das Haus, was ihrer Familie auffällt.
Am dritten Tag ist sie mit ihrem Mann bei einem Ball eingeladen und muss aus dem Haus gehen. Dort tanzt sie wie im Rausch, merkt aber dann, dass ihr Mann misstrauisch wird. In der folgenden Nacht hat sie einen Albtraum, in dem die Erpresserin ihrem Mann von ihrer Affäre verrät. Am nächsten Tag erhält Irene einen Brief mit der Forderung nach 100 Kronen, die sie sofort dem Boten gibt. Als sie zurück zum Mittagstisch kommt, merkt sie, dass sie den Brief offen liegen gelassen hat. Deshalb nimmt sie ihn und verbrennt ihn schnell. Wieder kommt es ihr durch eine Bemerkung ihres Mannes so vor, als würde er etwas ahnen. Als sie am Nachmittag spazieren geht, trifft sie ihren Geliebten, den sie ignoriert. Am nächsten Tag bekommt sie erneut einen Brief, in dem 200 Kronen gefordert werden. Wieder bezahlt sie widerstandslos, hat aber daraufhin für einige Zeit Ruhe.
Als sie eines Tages nach Hause kommt, spielt der Ehemann, ein Anwalt, mit den Kindern Gericht, da das Mädchen ein Spielzeug des Bruders zerstört hat. Zu dem Anlass redet sie mit ihrem Mann über Schuld und dieser meint, dass es für Täter oft leichter sei zu gestehen, anstatt Angst haben zu müssen aufzufliegen, woraufhin sie wieder das Gefühl hat, er würde etwas ahnen. Einige Zeit später klingelt die Erpresserin an der Haustür und verlangt Irenes Verlobungsring. Erst will sie ihn nicht hergeben, aber dann kommt ihr Mann, und sie muss überstürzt gehorchen. Am nächsten Tag geht sie in der Stadt herum und fühlt sich die ganze Zeit von ihrem Mann verfolgt. Schließlich kommt sie auf die Idee, ihren Geliebten zu fragen, ob er mit der Erpresserin reden könne. Als sie aber zu seiner Wohnung kommt, sagt er, er würde sie nicht kennen. Irene entdeckt, dass er schon eine neue Geliebte hat.
Daraufhin geht sie zur Apotheke und kauft ein Gift, mit dem sie sich umbringen will. Da taucht ihr Mann auf und bringt sie nach Hause, wo sie zusammenbricht. Er erzählt ihr, dass er eine arbeitslose Schauspielerin angeheuert hat, um sie zu erpressen, damit sie ihren Geliebten verlässt.

## Verfilmungen
- 1928: Angst – Regie: Hans Steinhoff – mit Elga Brink, Henry Edwards und Gustav Fröhlich
- 1954: Angst (La paura) – Regie: Roberto Rossellini – mit Ingrid Bergman, Mathias Wieman, Edith Schultze-Westrum und Klaus Kinski
- 1992: Angst (La peur) – Regie: Daniel Vigne – mit Nicola Farron, Maurice Baquet, Cinzia de Ponti und Hanns Zischler

## Hörspiele
- 2020: Angst - Bearbeitung (Wort): Ronja Helene Grabow, Teresa Fritzi Hoerl; Regie: Teresa Fritzi Hoerl; Sprecher: Sina Martens (Irene), Franz Hartwig (Erzähler/Fritz), Gisa Flake (Erpresserin), Ole Lagerpusch (Eduard), Rainer Reiners (Vater/männliche Stimme); Produktion: Deutschlandradio[3]

## Theater-Fassungen
Koen Tachelet, ein Dramaturg bei Johan Simons, dem Intendanten des Schauspielhauses Bochum, hat Zweigs Novelle für die Bühne bearbeitet. Diese Fassung wurde von Regisseur Jossi Wieler  am 28. Juli 2010 im Rahmen der Salzburger Festspiele im Landestheater Salzburg uraufgeführt. Der Rezensent des DeutschlandRadio Kultur, Ulrich Fischer, zeigte sich enttäuscht, dass die Bearbeitung das Stück statt um 1900 im Heute spielen lässt, ohne den Errungenschaften der seitdem gewonnenen Angstfreiheit durch größere Geschlechter-Gleichberechtigung Rechnung zu tragen. Die Frankfurter Allgemeine Zeitung urteilte, dass die Bearbeitung die Schandtat der Saison sei.
Die österreichische Schauspielerin und Regisseurin Lisa Wildmann erarbeitet – gefördert durch ein Stipendium des Ministeriums für Wissenschaft, Forschung und Kunst Baden-Württemberg – eine Fassung für eine Schauspielerin und einen Zuschauer oder ein Zuschauerpaar, das im Dezember 2021 in Stuttgart Premiere haben soll und dann in Bonn und Kempten zu Gast sein wird.